# Nervus splanchnicus lumbalis
Die Nervi splanchnici lumbales (im Singular: Nervus splanchnicus lumbalis) sind paarig angelegte, sympathische Nerven des vegetativen Nervensystems, die aus den lumbalen Rückenmarkssegmenten (Rückenmarkssegmente des Lendenwirbelbereichs) L1 und L2 stammen und von dort aus in der Regel direkt zum Ganglion mesentericum inferius oder zum Plexus hypogastricus inferior gelangen. Die Nervi splanchnici lumbales können jedoch davor auch das Ganglion coeliacum oder das Ganglion mesentericum superius ohne dortige Umschaltung durchziehen. Zahlreiche Fasern der Nerven sind beim Erreichen des Ganglion/des Plexus aber bereits postganglionär (nach einem Nervenknoten liegend), da sie schon in den Ganglia lumbalia verschaltet wurden; die wenigen präganglionären (vor einem Nervenknoten liegend) werden im Plexus hypogastricus inferior verschaltet. Die Nervi splanchnici lumbales innervieren die Eingeweide des kleinen Beckens, wie Rektum und Analkanal.